# Eva-Maria May
Eva-Maria May (* 8. Mai 1985 in Fürstenfeldbruck) ist eine deutsche Schauspielerin und Sängerin.

## Leben
May begann ihr Schauspielstudium im Alter von 17 Jahren am Europäischen Theaterinstitut (ETI) in Berlin. In Kurzfilmen, Musikvideos und Commercials sammelte sie erste Dreherfahrungen. Sie entschied sich, das hauptsächlich theaterspezifische Studium vorzeitig zu beenden, um sich voll und ganz auf die Filmarbeit zu konzentrieren. Von nun an spielte sie Episodenrollen in Fernsehserien wie unter anderem Der Kriminalist, Flemming, Küstenwache  und SOKO Wismar. Im Sommer 2009 gab Eva ihr Kinodebüt als weibliche Hauptrolle neben Robert Stadlober in dem Psychodrama Adams Ende von Richard Wilhelmer. In der ARD-Telenovela Sturm der Liebe übernahm sie 2010 die Doppelrolle als Katja Heinemann alias Kai Krone, die sich als Kunstdiebin auf der Flucht als junger Mann ausgibt und so am Fürstenhof als Page unterkommt.
Im Jahr 2012 spielte sie die Hauptrolle Mia in dem Roadmovie Cruz Verde von Sandra Birkner. Im selben Jahr übernahm sie die Rolle der Melanie Thamheim in der crossmedialen Arte-Serie About:Kate unter der Regie von Janna Nandzik, produziert von Christian Ulmen. 2013 gab May ihre Darstellung in einer Videoinstallation des Künstlers Julian Rosefeldt in einer Hommage an die Goldenen Zwanziger Jahre. 
May ist neben ihrer schauspielerischen Arbeit auch als Sängerin und Songwriterin tätig, unter anderem in der von ihr gegründeten Band IAN, die nach dem verstorbenen Joy-Division-Sänger Ian Curtis benannt wurde.

## Filmografie (Auswahl)
- 2005: Marie, Kurzfilm
- 2005: Lukas’ Lisa, Kurzfilm
- 2007: I’m The Morning After, Musikvideo der Band Kissogram
- 2007: Marlas Reise, Kurzfilm
- 2007–2008: Gute Zeiten, schlechte Zeiten
- 2008: Der Weiße Ring-Kriminalitätsopferhilfe, Socialspot
- 2008: Die dreisten Drei, Sat.1-Comedy
- 2009: Der Kriminalist, Fernsehkrimiserie
- 2009: Flemming, ZDF-Krimiserie, Folge: Die Herrin der Gefühle
- 2009: Kill Your Darling, ProSieben-Produktion
- 2009: Adams Ende, Regie: Richard Wilhelmer
- 2010: Sturm der Liebe, ARD-Telenovela, Folgen 991 – 1078 und 1167–1195
- 2010: Bambule, Filmhochschule Baden-Württemberg
- 2011: Küstenwache, ZDF-Fernsehserie, Folge: Der verlorene Sohn
- 2011: Flemming, ZDF-Krimiserie, Folge: Der Gesang der Schlange
- 2012: SOKO Wismar, ZDF-Krimiserie, Folge: Die Brautentführung
- 2012: Cruz Verde, Kinofilm, Regie: Sandra Birkner
- 2013: About:Kate, arte crossmediale Fernsehserie
- 2014: Alarm für Cobra 11, RTL, Folge: Jung, weiblich, hochexplosiv
- 2014: Le Comedian, Kino (Frankreich)
- 2015: Friesland – Familiengeheimnisse, ZDF, abendfüllender Spielfilm
- 2015: Mordshunger – Verbrechen und andere Delikatessen: Wilder Westen, ZDF, abendfüllender Spielfilm
- 2015: SOKO Leipzig, ZDF-Krimiserie, Folge: Tapetenwechsel